# Combat de Pedaggera
Le combat de Pedaggera, attaque de la gauche du camp retranché de Ceva, a eu lieu le 16 avril 1796 entre l'armée française de Bonaparte, contre celle du royaume de Sardaigne sous les ordres du général Colli.

## Information sur le champ de bataille
Les Sardes sont déployés au sommet de la crête qui s'étend de la forteresse, qui se dressait sur le côté nord de Ceva, jusqu’au hameau de La Pedaggera (il y a 2 heures de marche pour parcourir les 7 km). Les ingénieurs sardes et autrichiens avaient fortifié la crête qui surplombe le ruisseau Bovina, avec une série de redoutes. Le baron Brempt occupe l'extrémité nord de la ligne avec plusieurs bataillons piémontais, plus le régiment d'infanterie autrichien Belgioso. Le comte Vital défendait l'extrémité sud de la ligne avec neuf bataillons. Le comte di Tornaforte commandait les trois bataillons dans la forteresse.

## Disposition des Français[2]
Joubert avec la 3e demi-brigade légère attaquera les redoutes de Pedaggera  par la droite en suivant la crête.

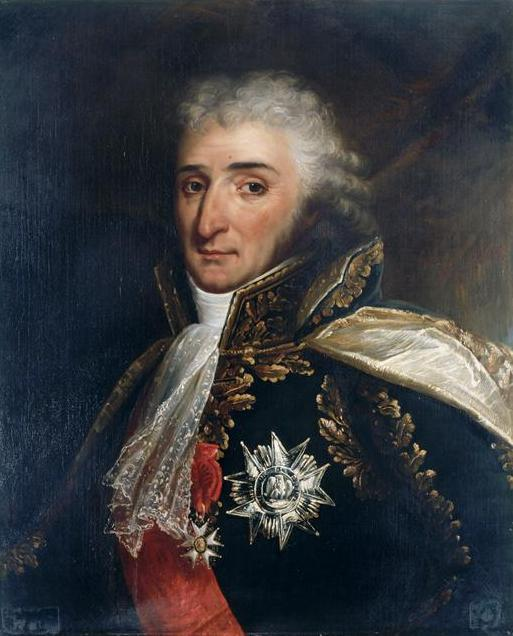
Pierre Augereau (1757-1816), Général de division.

Augereau marchera sur le village de Paroldo d’où il formera 4 colonnes d’attaque qui monteront à l’assaut des redoutes en suivant les chemins : 
- Beyrand avec la 39e demi-brigade sur la droite avec 2 colonnes pour attaquer les redoutes de Pedaggera ; l’une de front, l’autre par le Bric Pinera et de là prend le flanc droit de la redoute.

- Boyer avec une partie de la 18e demi-brigade légère au centre avec 1 colonne, attaquera la position du bric Govon.

- Rusca avec le reste de la 18e demi-brigade légère à gauche avec 1 colonne, marchera sur Marron puis sur Suppa.

- les 55e demi-brigade et 4e demi-brigade légère (légion des Allobroges) restent en réserve sur la rive gauche de la Bovida en face des retranchements de Testa Nera.

## Dispositions des Sardes
Le baron Brempt pris les dispositions suivantes) :
- 2 cie de Croates sont placées sur la route et dans les bois en avant des redoutes de Pedaggera. À l’avance de l'ennemi, ils se replieront dans les redoutes de Pedaggera.
- Le régiment des chasseurs de Colli (Colonel Colli) est positionné en avant des redoutes. Ils recevront les premiers efforts de l’avant-garde de l'ennemi, puis ils se replieront en arrière de la redoute de Pediggera sur celle de Giorgini dont ils assureront la défense.
- Le régiment provincial de Genevoix (Colonel Portier) garde la redoute de gauche de la Pedaggera.
- Le second bataillon des grenadiers Royaux (Colonel Mazzetti) garde le petit redan en avant de la redoute de la Pedaggera et une partie des retranchements qui entouraient les bâtiments. 2 pièces du capitaine Melle étaient près de la chapelle de saint-Grato.
- Le régiment Brempt soit Royal Allemand (Colonel Brempt) avait le premier bataillon répartit dans les divers retranchements, le second défendait la redoute de droite de la Pedaggera.
- Un bataillon d’Acqui (Colonel Grimaldi) tenait la redoute de Govon sans artillerie.
- le régiment autrichien de Belgioso gardait le bric de Bevi. Sur la fin de l’attaque il sera renforcé avec le régiment de Verceil qu’on fit descendre de Monbarcaro qui restera gardé que par des milices.

Le comte Vial pris les dispositions suivante :
- 4 détachements de chasseurs étaient déployés en avant des positions, surveillant les abords de la Bovina. Un d’eux était au hameau de Strella.
- Un bataillon du régiment Savoie était dans les retranchements du hameau de Mondon avec 2 pièces d’artillerie.
- Un bataillon du régiment Stetler était entre la redoute de Belvédère et les retranchements de Mondon, avec artillerie.
- 1er bataillon des grenadiers Royaux (Colonel Bellegarde) était dans la redoute de Belvédère avec 4 pièces d’artillerie.
- 3 cie de Sapeurs (cap. Buschetti) étaient dans l’ouvrage avancé au nord de la redoute de Tesa Nera. Elles ont abandonné les travaux de la redoute Basta juste avant l’attaque.
- 1 batterie d’artillerie de campagne de 4 pièces (cap. Paoletti de Melle)
- 1er bataillon du régiment Oneille dans les fossés de la redoute Testa Nera.
- 2e bataillon et grenadiers du régiment Oneille dans la redoute de Testa Nera avec 2 pièces d’artillerie.
- Le corps francs piémontais avec quelques pièces d’artillerie à droite et en arrière de la redoute Testa Nera.
- un bataillon et grenadier du régiment Stetler dans les redoutes et retranchements de Faya et Bayon.

Le comte di Tornaforte occupe le fort avec :
- le 2e bataillon du régiment Mondovi, le 1er bataillon du régiment d’Acqui, le 1er bataillon du régiment de Tortone, un détachement du régiment Oneille, 1 cie d’artillerie.

## La bataille[2],[4],[5]
Avant le jour, le général Colli, ayant donné toutes les dispositions pour évacuer la ville de Ceva, en sortit avant le jour. 
À la pointe du jour, Augereau avec Beyrand et Rusca  suivent la crête qui relie Montezemolo à Pedaggera. Son avant-garde chasse les chasseurs de Colli (200h) qui ont été déployés en avant. Puis ils entourent et capturent au village de Paroldo un bataillon sarde (500 h) que le colonel Colli avait laissé bêtement là comme une avant-garde. Ce sera le seul succès français du jour. 

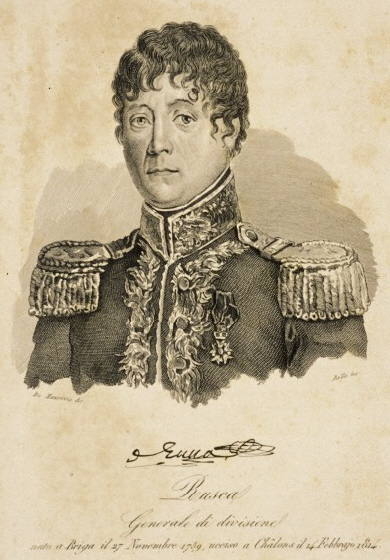
Le général de brigade Rusca

Joubert marche vers le vallon de Belbo pour attaquer la gauche des redoutes. Les 2 bataillons sardes qui défendaient Monbarcaro, craignant d’être enveloppé par Joubert, sont rappelés pour se replier en direction des arrières de redoutes de Pedaggera.

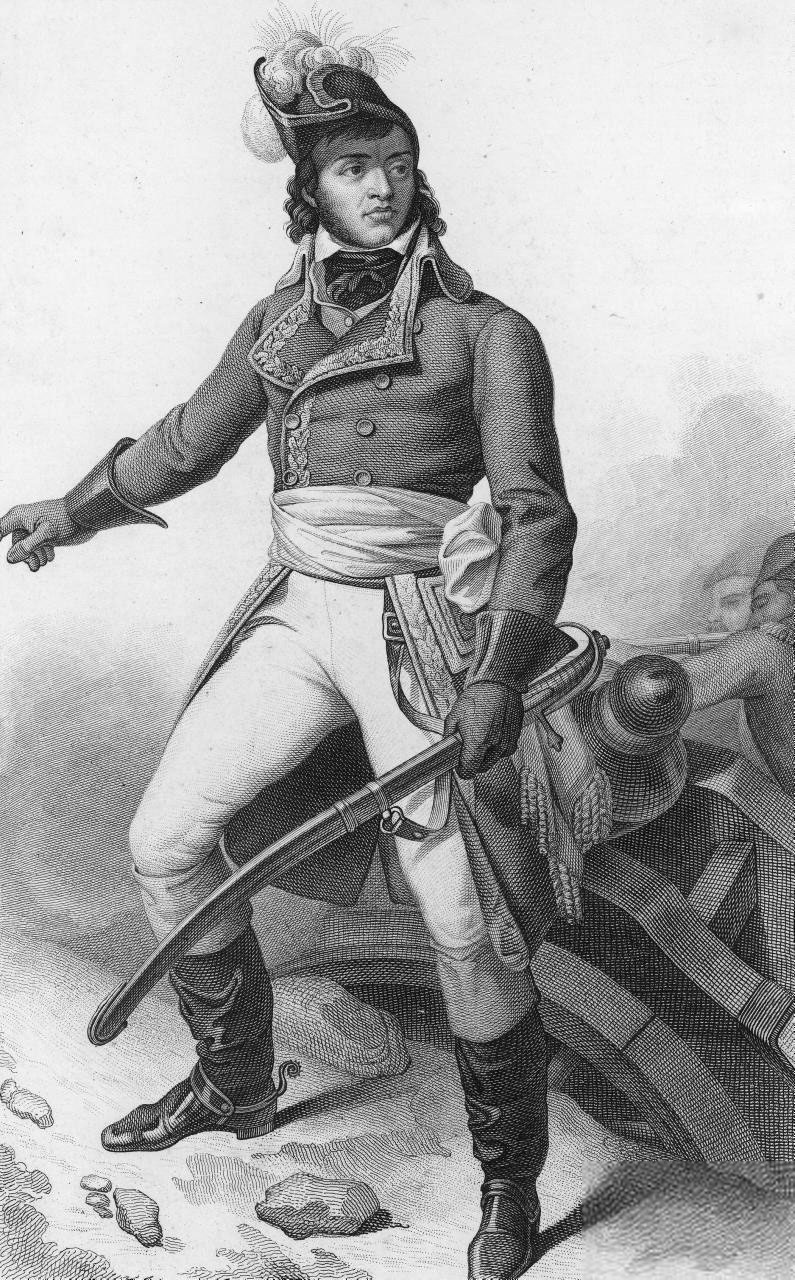
Le général Joubert au combat.

Vers 12h00, les colonnes d’attaque se forment a l’arrivé en vue des redoutes. Des chasseurs du régiment Colli se replient sur les redoutes de la Pedaggera.
1re colonne d'attaque : Elle est portée sur la redoute Govon par Boyer, qui exploite un espace dans la ligne sarde afin de menacer dangereusement d'autres portions de la ligne.
2e colonne d'attaque : Se porte sur le front de Pedaggera et sur les retranchements par Beyrand.
3e colonne d'attaque : Se fait sur la redoute de gauche et la crête en avant. Joubert s’approche de très près de la position par les bois, le feu est meurtrier.
Partout l’ennemi est reçus en arrivant a porté de la redoute par un feu fort et vif.
1re colonne d'attaque : La redoute est attaquée et entourée a plusieurs reprises. En même temps, Rusca attaque vers Bastia qu’il prend d'assaut avec succès après un vif combat contre le 2e bataillon de Province Acqui. On y installe des troupes pour contenir les contre-attaques qui viendraient de Mondon et Belvédère.
2e colonne d'attaque : Les tranchées en avant des redoutes sont assaillies mais les efforts des attaques répétées n’ont pas réussi à entamer la défense vaillante.
Les défenseurs résistent durant toutes les attaques menées par la 1re colonne d'attaque. Les Provinciaux, bien qu’ayant durant l’assaut réussi à capturer pendant quelque temps deux pièces de 3 livres des Français, ont finalement été expulsés de leurs positions en se repliant en bon ordre sur Mondon où ils se regroupent.
Contre la 2e colonne d'attaque, on se défend avec vigueur depuis les redoutes si bien que l’ennemi ne peut en approcher et les forcer.
L’artillerie des redoutes de Mondon et Belvédère tire sans discontinuer sur celle de Bastia tenue par Rusca.  Soutenue par l’artillerie de Melle, Bellegarde attaque la redoute de Bastia avec (600h) les grenadiers Royaux, Savoie et Stetler mais en vain. 
Les défenseurs font vers la fin une sortie couronnée de succès contre la 1re colonne d'attaque. Boyer se replie. La troupe de Govon poursuivi les Français, dans leur repli, jusqu'à Sbria au bord de la Bovina. 
Finalement une contre-attaque du bataillon du régiment Brempt soit Royal Allemand et le régiment provincial de Genevoix, mené par colonel Portier, déclenche le repli des troupes de Beyrand de la 2e colonne d'attaque.
Joubert, a la tête de la 3e colonne d'attaque, est attaqué par 200h du régiment des chasseurs de Colli et à la suite d'une erreur de jugement ; se croyant attaqué aussi sur son flanc, et ayant déjà subi quelques perte, il recule en désordre. En fin d’attaque, les 2 bataillons qui défendaient Monbarcaro, craignant d’être enveloppé, arrivent pour se réfugier en arrière des redoutes de Pedaggera.
Avant la nuit, repoussé tout le long de la ligne, après plusieurs heures de combat dur sur un terrain difficile, les Français épuisés ont renoncé et sont retournés en arrière par Paroldo sur les hauteurs en face de  vers leurs positions initiales. Ils ont perdu environ 600 tués, blessés et prisonniers. Les Sardes ont perdu 270 hommes dans la bataille.

## Conséquences
Dans la nuit du 16 au 17 avril, craignant d’avoir sa ligne de retraite coupée, Colli ordonne la retraite ; la gauche suivra la route de Murazzano et Dogliani. Le centre prendra la route de Castellino et occupera les rives du Tanaro formant ainsi la gauche de la nouvelle ligne de défense de Saint-Michel. La droite suivra la route de Lesegno.
Au petit matin, Augereau s’empare des positions et tente, sans succès, de faire rendre le fort avec 2 pièces de 3 livres. L’artillerie de Montagne (5 à 6 pièces de campagne et 2 obusiers) arrive plus tard, sous les ordres d’Augereau, elle est employée aussitôt à mettre le siège du fort. 4 batteries vont être préparées pour battre la position ennemie.
Vers 10h00, les troupes de Colli passent le Tanaro.